# Бомбардування Фрамполя
Бомбардування Фрамполя відбулося під час німецького вторгнення до Польщі в 1939 році. 13 вересня місто Фрамполь з населенням 4000 осіб було розбомблено німецькими бомбардувальниками 8-го повітряного корпусу Люфтваффе під командуванням генерала Вольфрама Фрайгерра фон Ріхтгофена. Місто не мало військової цінності, і бомбардування розглядалося як тренування для майбутніх місій.

## Хід подій
Місто було зруйноване 13 вересня 1939 р. близько 15:00 бомбардувальниками 8-го повітряного корпусу Люфтваффе Вольфрама фон Ріхтгофена.
За словами журналіста «Dziennik Wschodni» Павла Пузя та краєзнавця Ришарда Ясінського, військових цілей у місті не було, наліт мав на меті оцінити ефективність тактики бомбардування в польових умовах.
9 вересня літак-розвідник зробив знімки Фрамполя. 8, 11 і 12 вересня місто було об'єктом незначних авіанальотів. За словами Нормана Девіса, Роберта Горбачевського та Павла Пузя, німці вирішили використати унікальну забудову міста. Фрамполь своїм регулярним планом вулиць і великою ринковою площею нагадував своєрідну мішень для стрільби. Регулярна забудова міста дозволила проводити тренування та оцінювати ефективність бомбардувань, зокрема з використанням нових запалювальних бомб (термітних, на базі оксиду заліза та алюмінію). Фрамполь не мав жодної ППО. За словами очевидців, агенти німецької п'ятої колони прибули в місто до авіанальоту і розмістили по кутах ринку хрести з білої тканини.
Існують значні розбіжності щодо кількості німецьких літаків – джерела кажуть про від 4 до 125 машин. Літаки летіли на висоті 1000 м, зі швидкістю 200 км/год. Були скинуті підривні та запалювальні бомби. В результаті бомбардування в місті були жертви, але небагато (до 10 осіб), тому що жителі очікували авіанальоту і заздалегідь підготували укриття та плани втечі. Проте від 60 % до 90 %  будівель згоріло. Норман Дейвіс описує кількагодинний рейд 125 літаків, які скинули 700 тонн бомб для навчальних цілей, убивши майже половину (1500) жителів; тоді пілоти німецьких винищувачів відпрацьовували стрільбу по мирним жителям, що тікали.
 
Через кілька днів після нальоту, 18 вересня, над містом пролетів німецький літак-розвідник. Зроблені в той час фотографії були проаналізовані на ефективність і розсіювання бомбардування.